# Großer Preis der Niederlande 2022
Der Große Preis der Niederlande 2022 (offiziell Formula 1 Heineken Dutch Grand Prix 2022) fand am 4. September auf dem Circuit Zandvoort in Zandvoort statt und war das 15. Rennen der Formel-1-Weltmeisterschaft 2022.

## Bericht

### Hintergründe
Nach dem Großen Preis von Belgien führte Max Verstappen in der Fahrerwertung mit 93 Punkten vor Sergio Pérez und mit 98 Punkten vor Charles Leclerc. In der Konstrukteurswertung führte Red Bull mit 118 Punkten vor Ferrari und mit 159 Punkten vor Mercedes.
Mit Verstappen (einmal) trat ein ehemaliger Sieger zu diesem Grand Prix an.
An diesem Wochenende wurde zum ersten Mal eine Kreisel-Kamera als neue Innovation für die weltweite TV-Übertragung getestet. Zu sehen waren die Bilder vom Ferrari von Carlos Sainz jr. und sollen durch das Kippen der Kamera in den Steilkurven einen besseren Eindruck vom Fahrgefühl der Fahrer vermitteln.
Als Rennkommissare für dieses Rennwochenende fungierten Gerd Ennser (DEU), Loic Bacquelaine (BEL), Emanuele Pirro (ITA) und Marc van Geel (NLD).

### Training
Im ersten freien Training fuhr George Russell mit einer Zeit von 1:12,455 Minuten die schnellste Runde vor seinem Teamkollegen Lewis Hamilton und Sainz jr.
Im zweiten freien Traning war dann Leclerc mit einer Zeit von 1:12,345 Minuten der Schnellste. Zweiter wurde Sainz jr., Dritter Hamilton.
Im dritten freien Training fuhr erneut Leclerc die schnellste Zeit (1:11,632 Minuten) vor Russell und Verstappen.

### Qualifying
Das Qualifying bestand aus drei Teilen mit einer Nettolaufzeit von 45 Minuten. Im ersten Qualifying-Segment (Q1) hatten die Fahrer 18 Minuten Zeit, um sich für das Rennen zu qualifizieren. Alle Fahrer, die im ersten Abschnitt eine Zeit erzielten, die maximal 107 Prozent der schnellsten Rundenzeit betrug, qualifizierten sich für den Grand Prix. Die besten 15 Fahrer erreichten den nächsten Teil. Verstappen war Schnellster. Valtteri Bottas, Daniel Ricciardo, Kevin Magnussen, Sebastian Vettel und Nicholas Latifi schieden aus.
Der zweite Abschnitt (Q2) dauerte 15 Minuten. Die zehn schnellsten Piloten qualifizierten sich für den dritten Teil des Qualifyings. Sainz jr. war Schnellster. Pierre Gasly, Esteban Ocon, Fernando Alonso, Zhou Guanyu und Alexander Albon schieden aus.
Der letzte Abschnitt (Q3) ging über eine Zeit von zwölf Minuten, in denen die ersten zehn Startpositionen vergeben wurden. Verstappen fuhr in 1:10,342 Minuten die Bestzeit vor Leclerc und Sainz jr. Es folgten Hamilton, Pérez, Russell, Lando Norris, Mick Schumacher und Yuki Tsunoda.

### Rennen
Verstappen führte von der Pole-Position aus das Rennen an, Leclerc, Sainz jr. und Hamilton waren dahinter. Magnussen schrammte in Runde 2 über die Leitplanken und fiel damit ans Ende des Feldes zurück.
In Runde 18 hatte Sainz jr. einen langsamen Boxenstopp, da seine Reifen noch nicht bereit waren. Außerdem verlegten die Mechaniker die Reserveradpistole an einer unsicheren Stelle, sodass Pérez sie überfuhr. Der langsame Boxenstopp wurf Sainz jr. auf den elften Platz zurück. In Runde 45 hielt Tsunodas AlphaTauri mit einem Problem am linken Vorderreifen an. Tsunoda wurde gesagt, er solle weiterfahren und kam eine Runde später herein, um die Reifen zu wechseln und seinen Sicherheitsgurt festzuziehen, den er gelockert hatte, als er sich darauf vorbereitete, sein Auto zu verlassen. In Runde 47 schied Tsunoda wegen eines Differenzialproblems dann allerdings aus. Dies brachte ein virtuelles Safety-Car hervor, das es Verstappen ermöglichte, einen Boxenstopp einzulegen, um die Führung vor den beiden Mercedes zu behalten.
In Runde 55 schied Bottas wegen eines Motorproblems aus und die Rennleitung schickte das Safety-Car auf die Strecke. Hamilton blieb draußen, während Verstappen und Russell wegen Soft-Reifen an die Box gingen. Verstappen überholte Hamilton beim Restart fast sofort, während Sainz jr. eine Fünf-Sekunden-Zeitstrafe wegen eines „unsafe Release“ bei seinem Boxenstopp erhielt.
Verstappen gewann schlussendlich das Rennen vor Russell und Leclerc. Für Verstappen war es der 30. Sieg in der Formel-1-Weltmeisterschaft. Die restlichen Punkteplatzierungen belegten Hamilton,  Sainz jr, Pérez, Alonso, Norris, Ocon und Lance Stroll. Aufgrund der Zeitstrafe für Sainz jr. rutschte dieser auf den achten Platz zurück. Die schnellste Runde fuhr Verstappen, womit er sich einen Extrapunkt sichern konnte.
In der Fahrerwertung blieb Verstappen in Führung. Dahinter konnte Leclerc Pérez für den zweiten Platz überholen. In der Konstrukteurswertung blieben die ersten drei Positionen unverändert.

## Meldeliste
| Team                                  | Nr. | Fahrer           | Chassis                           | Motor                             | Reifen |
| ------------------------------------- | --- | ---------------- | --------------------------------- | --------------------------------- | ------ |
| Oracle Red Bull Racing                | 01  | Max Verstappen   | Red Bull Racing RB18              | Red Bull RBPTH001                 | P      |
| Oracle Red Bull Racing                | 11  | Sergio Pérez     | Red Bull Racing RB18              | Red Bull RBPTH001                 | P      |
| Mercedes-AMG Petronas F1 Team         | 63  | George Russell   | Mercedes-AMG F1 W13 E Performance | Mercedes-AMG F1 M13 E Performance | P      |
| Mercedes-AMG Petronas F1 Team         | 44  | Lewis Hamilton   | Mercedes-AMG F1 W13 E Performance | Mercedes-AMG F1 M13 E Performance | P      |
| Scuderia Ferrari                      | 16  | Charles Leclerc  | Ferrari F1-75                     | Ferrari 066/7                     | P      |
| Scuderia Ferrari                      | 55  | Carlos Sainz jr. | Ferrari F1-75                     | Ferrari 066/7                     | P      |
| McLaren F1 Team                       | 03  | Daniel Ricciardo | McLaren MCL36                     | Mercedes-AMG F1 M13 E Performance | P      |
| McLaren F1 Team                       | 04  | Lando Norris     | McLaren MCL36                     | Mercedes-AMG F1 M13 E Performance | P      |
| BWT Alpine F1 Team                    | 14  | Fernando Alonso  | Alpine A522                       | Renault E-Tech RE22               | P      |
| BWT Alpine F1 Team                    | 31  | Esteban Ocon     | Alpine A522                       | Renault E-Tech RE22               | P      |
| Scuderia AlphaTauri                   | 10  | Pierre Gasly     | AlphaTauri AT03                   | Red Bull RBPTH001                 | P      |
| Scuderia AlphaTauri                   | 22  | Yuki Tsunoda     | AlphaTauri AT03                   | Red Bull RBPTH001                 | P      |
| Aston Martin Aramco Cognizant F1 Team | 18  | Lance Stroll     | Aston Martin AMR22                | Mercedes-AMG F1 M13 E Performance | P      |
| Aston Martin Aramco Cognizant F1 Team | 05  | Sebastian Vettel | Aston Martin AMR22                | Mercedes-AMG F1 M13 E Performance | P      |
| Williams Racing                       | 23  | Alexander Albon  | Williams FW44                     | Mercedes-AMG F1 M13 E Performance | P      |
| Williams Racing                       | 06  | Nicholas Latifi  | Williams FW44                     | Mercedes-AMG F1 M13 E Performance | P      |
| Alfa Romeo F1 Team ORLEN              | 77  | Valtteri Bottas  | Alfa Romeo C42                    | Ferrari 066/7                     | P      |
| Alfa Romeo F1 Team ORLEN              | 24  | Zhou Guanyu      | Alfa Romeo C42                    | Ferrari 066/7                     | P      |
| Haas F1 Team                          | 20  | Kevin Magnussen  | Haas VF-22                        | Ferrari 066/7                     | P      |
| Haas F1 Team                          | 47  | Mick Schumacher  | Haas VF-22                        | Ferrari 066/7                     | P      |

## Klassifikationen

### Qualifying
| Pos. | Fahrer           | Konstrukteur                 | Q1       | Q2       | Q3         | Start |
| ---- | ---------------- | ---------------------------- | -------- | -------- | ---------- | ----- |
| 01   | Max Verstappen   | Red Bull Racing-RBPT         | 1:11,317 | 1:10,927 | 1:10,342   | 01    |
| 02   | Charles Leclerc  | Ferrari                      | 1:11,443 | 1:10,988 | 1:10,363   | 02    |
| 03   | Carlos Sainz jr. | Ferrari                      | 1:11,767 | 1:10,988 | 1:10,434   | 03    |
| 04   | Lewis Hamilton   | Mercedes                     | 1:11,331 | 1:11,075 | 1:10,434   | 04    |
| 05   | Sergio Pérez     | Red Bull Racing-RBPT         | 1:11,641 | 1:11,314 | 1:11,077   | 05    |
| 06   | George Russell   | Mercedes                     | 1:11,561 | 1:10,824 | 1:11,147   | 06    |
| 07   | Lando Norris     | McLaren-Mercedes             | 1:11;556 | 1:11,116 | 1:11,174   | 07    |
| 08   | Mick Schumacher  | Haas-Ferrari                 | 1:11,741 | 1:11,420 | 1:11,442   | 08    |
| 09   | Yuki Tsunoda     | AlphaTauri-RBPT              | 1:11,427 | 1:11,428 | 1:12,556   | 09    |
| 10   | Lance Stroll     | Aston Martin Aramco-Mercedes | 1:11,568 | 1:11,416 | keine Zeit | 10    |
| 11   | Pierre Gasly     | AlphaTauri-RBPT              | 1:11,705 | 1:11,512 | –          | 11    |
| 12   | Esteban Ocon     | Alpine-Renault               | 1:11,748 | 1:11,605 | –          | 12    |
| 13   | Fernando Alonso  | Alpine-Renault               | 1:11,748 | 1:11,613 | –          | 13    |
| 14   | Zhou Guanyu      | Alfa Romeo-Ferrari           | 1:11,826 | 1:11,704 | –          | 14    |
| 15   | Alexander Albon  | Williams-Mercedes            | 1:11,695 | 1:11,802 | –          | 15    |
| 16   | Valtteri Bottas  | Alfa Romeo-Ferrari           | 1:11,961 | –        | –          | 16    |
| 17   | Daniel Ricciardo | McLaren-Mercedes             | 1:12,081 | –        | –          | 17    |
| 18   | Kevin Magnussen  | Haas-Ferrari                 | 1:12,081 | –        | –          | 18    |
| 19   | Sebastian Vettel | Aston Martin Aramco-Mercedes | 1:12,391 | –        | –          | 19    |
| 20   | Nicholas Latifi  | Williams-Mercedes            | 1:13.353 | –        | –          | 20    |

### Rennen
| Pos. | Fahrer           | Konstrukteur                 | Runden | Stopps | Zeit        | Start | Schnellste Runde |
| ---- | ---------------- | ---------------------------- | ------ | ------ | ----------- | ----- | ---------------- |
| 01   | Max Verstappen   | Red Bull Racing-RBPT         | 72     | 4      | 1:26:42,772 | 01    | 1:13,652 (62.)   |
| 02   | George Russell   | Mercedes                     | 72     | 3      | + 4,071     | 06    | 1:13,671 (72.)   |
| 03   | Charles Leclerc  | Ferrari                      | 72     | 4      | + 10,929    | 02    | 1:14,413 (62.)   |
| 04   | Lewis Hamilton   | Mercedes                     | 72     | 3      | + 13,016    | 04    | 1:13,854 (54.)   |
| 05   | Sergio Pérez     | Red Bull Racing-RBPT         | 72     | 4      | + 18,168    | 05    | 1:14,404 (63.)   |
| 06   | Fernando Alonso  | Alpine-Renault               | 72     | 3      | + 18,754    | 13    | 1:14,144 (51.)   |
| 07   | Lando Norris     | McLaren-Mercedes             | 72     | 3      | + 19,306    | 07    | 1:14,706 (63.)   |
| 08   | Carlos Sainz jr. | Ferrari                      | 72     | 3      | + 20,916    | 03    | 1:14,643 (63.)   |
| 09   | Esteban Ocon     | Alpine-Renault               | 72     | 3      | + 21,117    | 12    | 1:15,084 (64.)   |
| 10   | Lance Stroll     | Aston Martin Aramco-Mercedes | 72     | 4      | + 22,459    | 10    | 1:15,043 (65.)   |
| 11   | Pierre Gasly     | AlphaTauri-RBPT              | 72     | 4      | + 27,009    | 11    | 1:15,165 (65.)   |
| 12   | Alexander Albon  | Williams-Mercedes            | 72     | 4      | + 30,390    | 15    | 1:15,534 (65.)   |
| 13   | Mick Schumacher  | Haas-Ferrari                 | 72     | 4      | + 32,995    | 08    | 1:15,233 (51.)   |
| 14   | Sebastian Vettel | Aston Martin Aramco-Mercedes | 72     | 4      | + 36,007    | 19    | 1:14,862 (50.)   |
| 15   | Kevin Magnussen  | Haas-Ferrari                 | 72     | 4      | + 36,869    | 18    | 1:15,369 (53.)   |
| 16   | Zhou Guanyu      | Alfa Romeo-Ferrari           | 72     | 4      | + 37,320    | 14    | 1:15,940 (63.)   |
| 17   | Daniel Ricciardo | McLaren-Mercedes             | 72     | 5      | + 37,764    | 17    | 1:15,577 (52.)   |
| 18   | Nicholas Latifi  | Williams-Mercedes            | 71     | 4      | + 1 Runde   | 20    | 1:16,066 (62.)   |
| –    | Valtteri Bottas  | Alfa Romeo-Ferrari           | 53     | 2      | DNF         | 16    | 1:16,844 (51.)   |
| –    | Yuki Tsunoda     | AlphaTauri-RBPT              | 43     | 3      | DNF         | 09    | 1:17,138 (16.)   |

Anmerkungen
1. ↑  Sainz jr. beendete das Rennen als 5., erhielt jedoch eine Zeitstrafe von fünf Sekunden für eine unsichere Freigabe beim Boxenstopp.
2. ↑  Vettel beendete das Rennen als 13., erhielt jedoch eine Zeitstrafe von fünf Sekunden für das Ignorieren der blauen Flagge.

## WM-Stände nach dem Rennen
Die ersten zehn des Rennens bekamen 25, 18, 15, 12, 10, 8, 6, 4, 2 bzw. 1 Punkt(e). Zusätzlich gab es einen Punkt für die schnellste Rennrunde, da der Fahrer unter den ersten Zehn landete.

### Fahrerwertung
| Pos. | Fahrer           | Konstrukteur         | Punkte |
| ---- | ---------------- | -------------------- | ------ |
| 01   | Max Verstappen   | Red Bull Racing-RBPT | 310    |
| 02   | Charles Leclerc  | Ferrari              | 201    |
| 03   | Sergio Pérez     | Red Bull Racing-RBPT | 201    |
| 04   | George Russell   | Mercedes             | 188    |
| 05   | Carlos Sainz jr. | Ferrari              | 175    |
| 06   | Lewis Hamilton   | Mercedes             | 158    |
| 07   | Lando Norris     | McLaren-Mercedes     | 82     |
| 08   | Esteban Ocon     | Alpine-Renault       | 66     |
| 09   | Fernando Alonso  | Alpine-Renault       | 59     |
| 10   | Valtteri Bottas  | Alfa Romeo-Ferrari   | 46     |
| 11   | Kevin Magnussen  | Haas-Ferrari         | 22     |

| Pos. | Fahrer           | Konstrukteur                 | Punkte |
| ---- | ---------------- | ---------------------------- | ------ |
| 12   | Sebastian Vettel | Aston Martin Aramco-Mercedes | 20     |
| 13   | Daniel Ricciardo | McLaren-Mercedes             | 19     |
| 14   | Pierre Gasly     | AlphaTauri-RBPT              | 18     |
| 15   | Mick Schumacher  | Haas-Ferrari                 | 12     |
| 16   | Yuki Tsunoda     | AlphaTauri-RBPT              | 11     |
| 17   | Zhou Guanyu      | Alfa Romeo-Ferrari           | 5      |
| 18   | Lance Stroll     | Aston Martin Aramco-Mercedes | 5      |
| 19   | Alexander Albon  | Williams-Mercedes            | 4      |
| 20   | Nicholas Latifi  | Williams-Mercedes            | 0      |
| 21   | Nico Hülkenberg  | Aston Martin Aramco-Mercedes | 0      |

### Konstrukteurswertung
| Pos. | Konstrukteur         | Punkte |
| ---- | -------------------- | ------ |
| 1    | Red Bull Racing-RBPT | 511    |
| 2    | Ferrari              | 376    |
| 3    | Mercedes             | 346    |
| 4    | Alpine-Renault       | 125    |
| 5    | McLaren-Mercedes     | 101    |

| Pos. | Konstrukteur                 | Punkte |
| ---- | ---------------------------- | ------ |
| 06   | Alfa Romeo-Ferrari           | 51     |
| 07   | Haas-Ferrari                 | 34     |
| 08   | AlphaTauri-RBPT              | 29     |
| 09   | Aston Martin Aramco-Mercedes | 25     |
| 10   | Williams-Mercedes            | 4      |